# Quinazolina
Quinazolina é um composto formado pela fusão de dois anéis aromáticos simples hexagonais: um anel de benzeno com um anel de pirimidina. Sua fórmula química é  C8H6N2. A quinazolina é amarela e cristalina. Os derivados da quinazolina são chamados de quinazolinas.
Em medicina, ela é usada como agente contra malária e no tratamento de câncer.
Um exemplo de composto com a estrutura da quinazolina é o mesilato de doxazosina.
Seus isômeros são quinoxalina, ftalazina e cinolina.

## References
1. ↑  Brown, H.C., et al., in Baude, E.A. and Nachod, F.C., Determination of Organic Structures by Physical Methods, Academic Press, New York, 1955.
2. ↑  Mercosul, Biblioteca Virtual em Saúde, Quinazolinas [em linha][ligação inativa]